# Tilly Metz
Pour les articles homonymes, voir Metz (homonymie).
Tilly Metz, née le 26 mai 1967 à Luxembourg-Ville (Luxembourg), est une femme politique luxembourgeoise, membre du parti Les Verts (déi Gréng). Après avoir enseigné les sciences humaines et sociales, elle a occupé la fonction de directrice adjointe du Lycée Technique pour Professions Educatives et Sociales (LTPES) de Mersch. Elle a été bourgmestre de la commune de Weiler-la-Tour (Luxembourg) et est députée européenne depuis le 20 juin 2018 au sein du groupe politique Les Verts/ALE.
Elle est notamment connue pour ses prises de position concernant le bien-être animal, les questions liées à la santé et les droits humains.

## Carrière politique
C’est au cours de ses études de psychologie et de pédagogie que Tilly Metz s’est engagée en politique au sein du parti Socialiste Luxembourgeois, via le Cercle Michel Welter majoritairement consacré aux questions de santé, d’éducation, de handicap. En 2001, elle rejoint déi Greng dont elle devient la porte-parole de 2004 à 2009.
En 2005, Tilly Metz est élue pour occuper la fonction de bourgmestre de la commune de Weiler-la-Tour (Luxembourg), de 2005 à 2011.
Elle succède en 2018 au Parlement européen à Claude Turmes, ayant dû quitter ses fonctions pour remplacer Camille Gira, décédé le 16 mai 2018. Elle devient députée européenne auprès du groupe politique Les Verts/ALE.
Elle est membre permanente de la Commission de l’environnement, de la santé publique et de la sécurité alimentaire (ENVI) et de la Délégation pour les relations avec l' Afrique du Sud (DZA). Elle est membre suppléante au sein de la Commission de l’agriculture et du développement durable (AGRI) et de la Commission des transports et du tourisme (TRAN).
En 2024, Tilly Metz a assumé le rôle de première vice-présidente du sous-commission de la santé publique (SANT). Elle était Présidente de la délégation pour les relations avec les pays d’Amérique centrale (DLAT) de 2019 à 2024.
Tilly Metz a présidé la commission d'enquête sur les allégations d'infraction et de mauvaise administration dans le transport des animaux, ANIT, créée le 19 juin 2020 pour une durée de douze mois, commission chargée d'examiner les allégations d'infractions dans l'application du droit de l'Union en matière de protection des animaux pendant le transport et les opérations annexes à l'intérieur et à l'extérieur de l'Union.

## Prises de position

### Environnement
Ayant participé à la rédaction du rapport « De la ferme à la fourchette », elle dénonce la politique agricole de plus en plus intensive orientée vers l’exportation dont les conséquences sur l’environnement sont néfastes. Les législations visant à diminuer l’usage de pesticides se heurtent aux  lobbies de l’agro-industrie.
Concernant la politique agricole commune (PAC) qui représente près d’un tiers du budget de l’Union européenne, Tilly Metz regrette le manque d’ambition : « Pour la réforme de la politique agricole commune (2021-2027), j'aurais souhaité des objectifs politiques clairs qui contribuent à atteindre les objectifs climatiques de l’UE, à enrayer la disparition des espèces et à encourager les petites exploitations agricoles plutôt que les multinationales. Malheureusement, ni la PAC actuelle ni la PAC à venir n’ont permis d’atteindre ces objectifs ».
Membre de la commission transport et tourisme au Parlement européen, Tilly Metz porte la voix des Verts/ALE pour la défense d’un tourisme plus durable. Elle a également contribué à la législation visant à mettre en place un fonds social pour le climat ayant pour objectif de compenser l’augmentation des prix de l’énergie qui pèse sur les ménages économiquement et socialement les plus désavantagés.

### Santé
Tilly Metz s’investit pour la cause des maladies rares et du handicap. Elle a présidé pendant 11 ans l’association « Multiple sclerose Lëtzebuerg » qui a pour but d’améliorer et de faciliter le quotidien de personnes atteintes de la sclérose en plaques ainsi que leur intégration dans la société. Elle insiste sur l’importance de l’accès à un diagnostic rapide et d’une assistance aux patients et leur famille au cours du traitement.
Au sein du Parlement européen et notamment dans la commission ENVI, Tilly Metz travaille activement sur les questions de santé. Elle a occupé à plusieurs reprises la fonction de négociatrice fictive pour le groupe Les Verts/ALE, notamment pour le vote du rapport sur une stratégie pharmaceutique ainsi que pour la proposition de règlement du Parlement européen et du Conseil de l'Union européenne relatif à un rôle renforcé de l’Agence européenne des médicaments dans la préparation aux crises et la gestion de celles-ci en ce qui concerne les médicaments et les dispositifs médicaux.
Tilly Metz a été membre suppléante de la commission spéciale pour la lutte contre le cancer en Europe (BECA), créée en réponse à la prégnance grandissante du cancer en Europe. En effet, selon les estimations, 2,7 millions de nouveaux cas de cancer sont diagnostiqués et 1,3 million de personnes seront décédées du cancer dans l'UE en 2020.
À l’occasion de la création d’une commission spéciale ‘‘la pandémie de COVID-19: leçons tirées et recommandations pour l’avenir’’, Tilly Metz a été choisie par le groupe Les Verts/ALE pour être rapporteuse sur les futurs travaux de cette commission en santé.

### Droits humains
Tilly Metz est impliquée pour la cause des droits humains notamment à travers sa présidence de la Délégation pour les relations avec les pays d’Amérique centrale (DCAM) au Parlement européen. Elle s’informe et organise des travaux sur la situation politique, économique, sociale, juridique et relative aux droits humains des huit pays partenaires que sont le Belize, le Costa Rica, la République dominicaine, le Salvador, le Guatemala, le Honduras, le Nicaragua et le Panama. Ses priorités sont la protection des droits humains, des droits des femmes et de la communauté LGBTQ+, ainsi que de la protection des peuples indigènes et des défenseurs de l’environnement dans cette région.
Elle fut particulièrement marquée par l’affaire Aura Lolita Chavez lors d’une visite au Guatemala en 2018. Cette militante des droits des minorités et de l’environnement a été finaliste pour le prix Sakharov en 2017.

### Bien-être animal
Le combat pour le bien-être animal est celui pour lequel Tilly Metz s’est particulièrement engagée au cours de son mandat de députée européenne. Elle a été nommée à la tête d’une commission d’enquête sur la protection des animaux pendant le transport, dont le rapport final a été approuvé en décembre 2021. Elle a déclaré : « Il est important d'assurer le même niveau de protection des animaux durant tout le trajet, tout comme il est essentiel que les transporteurs et les chauffeurs disposent d'un ensemble de règles unique à respecter en matière de transport transfrontalier. ». Elle dénonce la durée trop longue des transports des animaux, notamment lors des trajets dépassant les frontières de l’Union européenne. Elle dénonce également l’absence d’harmonisation des règles, contrôles et systèmes de sanctions au sein de l’Union européenne. Le rapport recommande l’établissement de critères concernant les véhicules de transport.
Selon elle, les initiatives citoyennes comme « End the Cage Age » ayant reçu 1 397 113 signatures ont eu de réels impacts sur les travaux de la Commission européenne, à l’initiative des textes législatifs applicables aux pays de l’Union européenne. Tilly Metz estime que « pour de nombreux citoyens, la motivation première pour réclamer des règles plus strictes et plus de sanctions est une préoccupation éthique, une volonté de voir la souffrance animale évitée ou du moins réduite. Donc pour eux, toute amélioration serait positive, en plus de la réduction des risques pour la santé publique et des préoccupations environnementales ».
Tilly Metz s’engage aussi contre les tests sur animaux, estimant que souvent des alternatives plus efficientes et plus éthiques existent. C’est pour elle une victoire que le Parlement européen ait voté en faveur d’un plan d’action pour éliminer progressivement l’utilisation d’animaux pour les expériences et les tests scientifiques. Toutefois le texte adopté n’est pas contraignant pour les États membres.

### Nucléaire
Le 20 février 2019, l'élue Tilly Metz manifeste aux côtés de deux autres eurodéputées — Molly Scott Cato et Michèle Rivasi ; issus tous les trois du Groupe des Verts au Parlement européen — ainsi que d'autres activistes belges de l’organisation Agir pour la Paix sur la base militaire de Kleine-Brogel (Belgique) en bloquant la piste de décollage des F16. Ces trois femmes voulaient d’attirer l’attention sur les armes nucléaires américaines qui sont stockées à la base depuis 1984 et d’en demander le retrait.